# Heinrich Mützel

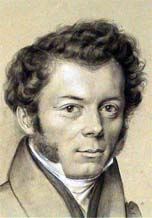
Porträt

Heinrich Mützel (* 2. November 1797 in Brieg; † 3. März 1868 in Gnadenfeld) war ein deutscher Tiermaler, Lithograf und Landschaftsmaler. Er zog aus Oberschlesien im Laufe seines Lebens nach Berlin. Später wurde er Mitglied der Akademie der Künste in Berlin und arbeitete u. a. auch zusammen mit Karl Friedrich Schinkel. Er war Träger des Preußischen Kronenordens.

## Leben
Mützel war der Bruder des Brieger Stadtkämmerers Ludwig Ferdinand Mützel. Von 1822 bis 1828 besuchte er die Handwerkerzeichenschule in Breslau und war anschließend bis 1862 in Berlin tätig, wo er auch Mitglied des Vereins der Jüngeren Künstler war. Er war Mitglied der Berliner Freimaurerloge Zum goldenen Pflug.
Verheiratet war er mit Charlotte Luise Pauline Friedrichs (* 23. Februar 1818, † 1861). Aus der Ehe ging Sohn Gustav Mützel hervor.

## Werke
- Mit Wildt lithografierte er 1839 das Bild von W. Nerenz, welches das „Käthchen von Heilbronn“ vorstellt.
- Zeichnung des Zoologischen Gartens bei Berlin 1849 in L: Schlawe
- In der grafischen Sammlung des Ephraim-Palais, Berlin, befinden sich folgende Lithografien:
- Die Stadt Hohenstein
- Der Hockstein
- Der Kuhstall
- Der Schloßteich zu Königsberg i. Pr.
- Rudan
- Park in Sondershausen
- Burgruine (1829)
- Aus Werner Kiewitz 1937 (Berlin in der Grafischen Darstellung):
- 861 Ansicht von Berlin vom Kreuzberge aus.

Nach der Natur gezeichnet und lithografiert von Heinrich Mützel. Berlin, Verlag v.
Winckelmann u. Söhne. (ca. 1845). Bg.: 28,6:47,5 cm.
- 862 Blick auf das Friedrichs-Denkmal und die Linden.

Gezeichnet und lithografiert von Heinrich Mützel. Druck u. Verlag v. L. Sachse & Co.
Bg.: 16,8:26,5 cm. Getönt
- 863 Der Zoologische Garten bei Berlin.

Gezeichnet und lithografiert von Heinrich Mützel. 1849 Druck v. L. Sachse & Co. Bln.
Blattgröße: 47:31,5 cm. Getönt. Mit 13 Darstellungen vom Zoo.
- 864 Die Victoria-Säule auf dem Belle Aliance Platz in Berlin.

Nach der Natur gezeichnet und lithografiert von Heinrich Mützel. Druck und Verlag v. M. W.
Lassally’s Kunst-Anstalt in Berlin. Bg. 13,1:20,2 cm.
Mit Trockenstempel der Fa. Lassally. Lithografie.
- 864a Schloss Bellevue. Wasserseite. Gezeichnet und lithografiert von Heinrich Mützel.

Verlag der lithografischen Anstalt v. Winckelmann u. Söhne in Berlin.
Bg.: 18:24 cm
- Ebenso erschienen noch:
- 864b Graben an der Wegelystr. mit Tiergartenmühle.
- 864c Alte Försterei von Hundekehle.
- Mützel ist der Autor von Heft 4 und 5 (in 4to, je 10 Blatt) der sehr seltenen, fünfteiligen Serie Vorlegeblätter zum Landschaftszeichnen, die zuerst bei Arnz in Düsseldorf und ab Heft 3 bei Winckelmann in Berlin erschien. Die Lithografien Mützels zeigen Ideallandschaften aus verschiedenen Regionen vom Meer bis zu den Alpen.

- In der Porträtsammlung der Akademie der Künste in Berlin befindet sich im Konvolut von Zeichnungen und Lithografien oben gezeigtes Selbstbildnis
- Er lithografierte für Karl Friedrich Schinkel dessen späten (1838) Entwurf „Schloß Oriana“ (Kopie: Friedrichwerdersche Kirche, Original: Kunstbibliothek, Preußischer Kunstbesitz)

## Bilder

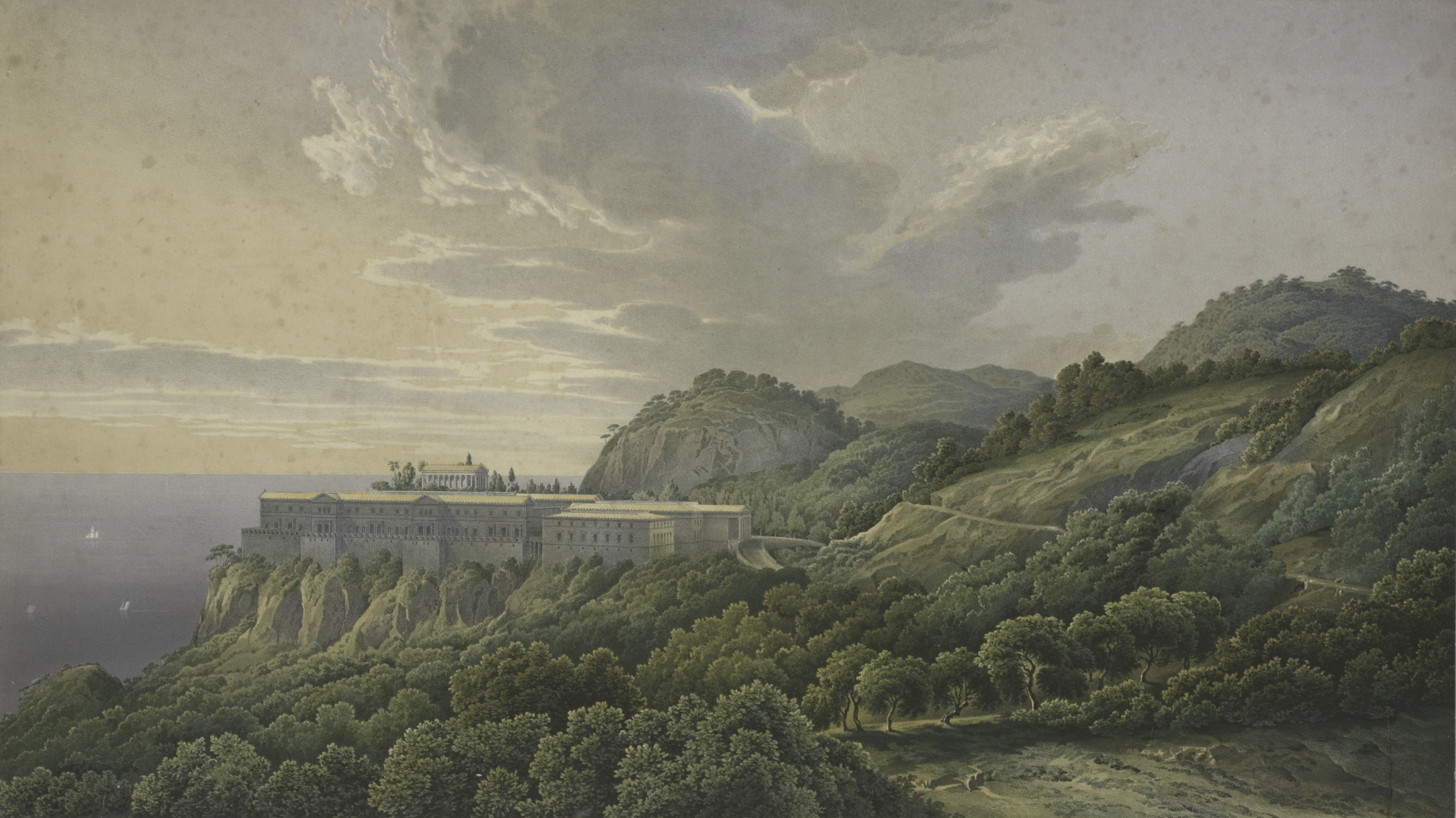
Lithografie für K.F.Schinkels Entwurf von „Schloß Oriana“ auf der Krim
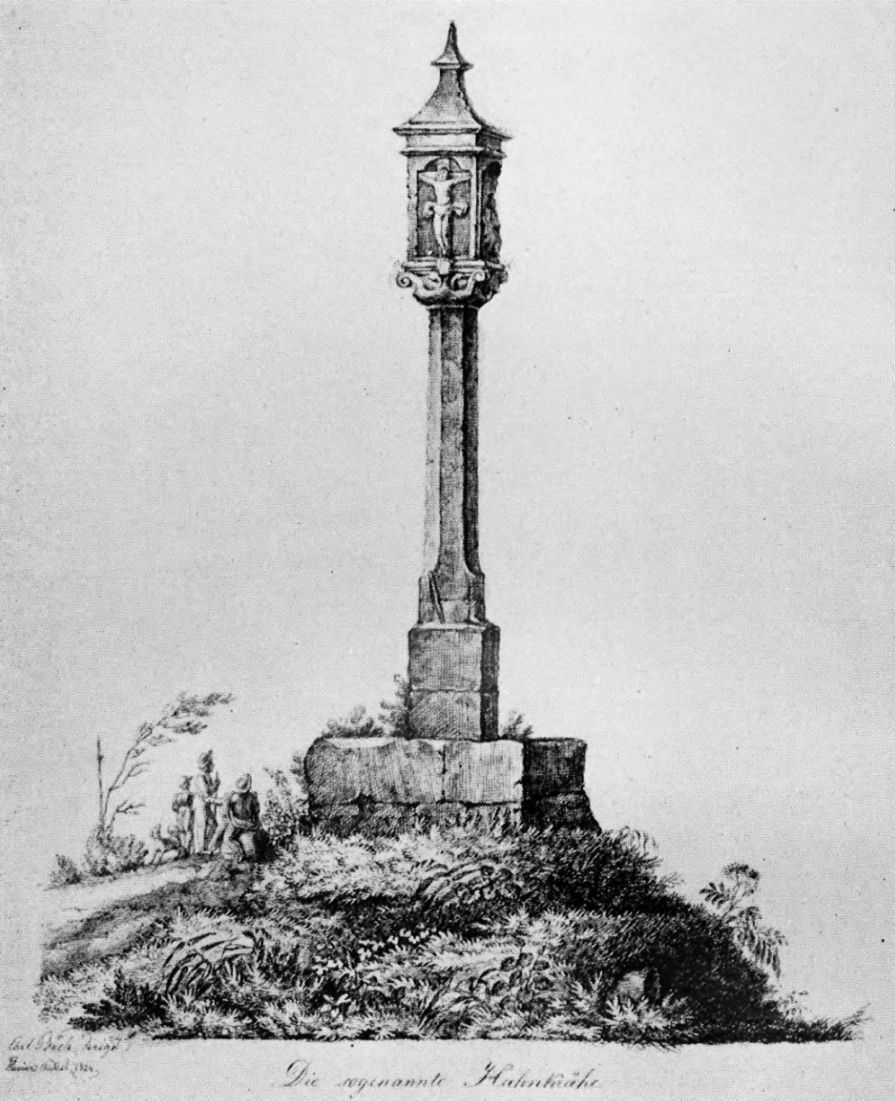
Sogenannte „Hahnenkrähe“ in Breslau
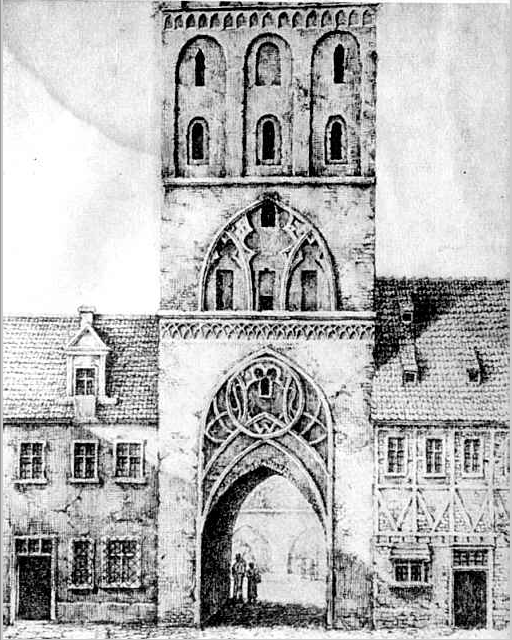
Schweidnitzer Tor in Breslau

| Personendaten    | Personendaten                                       |
| ---------------- | --------------------------------------------------- |
| NAME             | Mützel, Heinrich                                    |
| KURZBESCHREIBUNG | deutscher Tiermaler, Lithograf und Landschaftsmaler |
| GEBURTSDATUM     | 2. November 1797                                    |
| GEBURTSORT       | Brieg, Schlesien                                    |
| STERBEDATUM      | 3. März 1868                                        |
| STERBEORT        | Gnadenfeld, Schlesien                               |